# NGC 4595
NGC 4595 is een balkspiraalstelsel in het sterrenbeeld Hoofdhaar. Het hemelobject werd op 14 januari 1787 ontdekt door de Duits-Britse astronoom William Herschel.

## Synoniemen
- UGC 7826
- MCG 3-32-81
- ZWG 99.106
- VCC 1811
- IRAS 12373+1534
- PGC 42396